# Chela cachius
Chela cachius är en fiskart som först beskrevs av Hamilton 1822.  Chela cachius ingår i släktet Chela och familjen karpfiskar. IUCN kategoriserar arten globalt som livskraftig. Inga underarter finns listade i Catalogue of Life.